# Tetín, Jičín
Tetín là một làng thuộc huyện Jičín, vùng Královéhradecký, Cộng hòa Séc.